# 国民议会 (东帝汶)

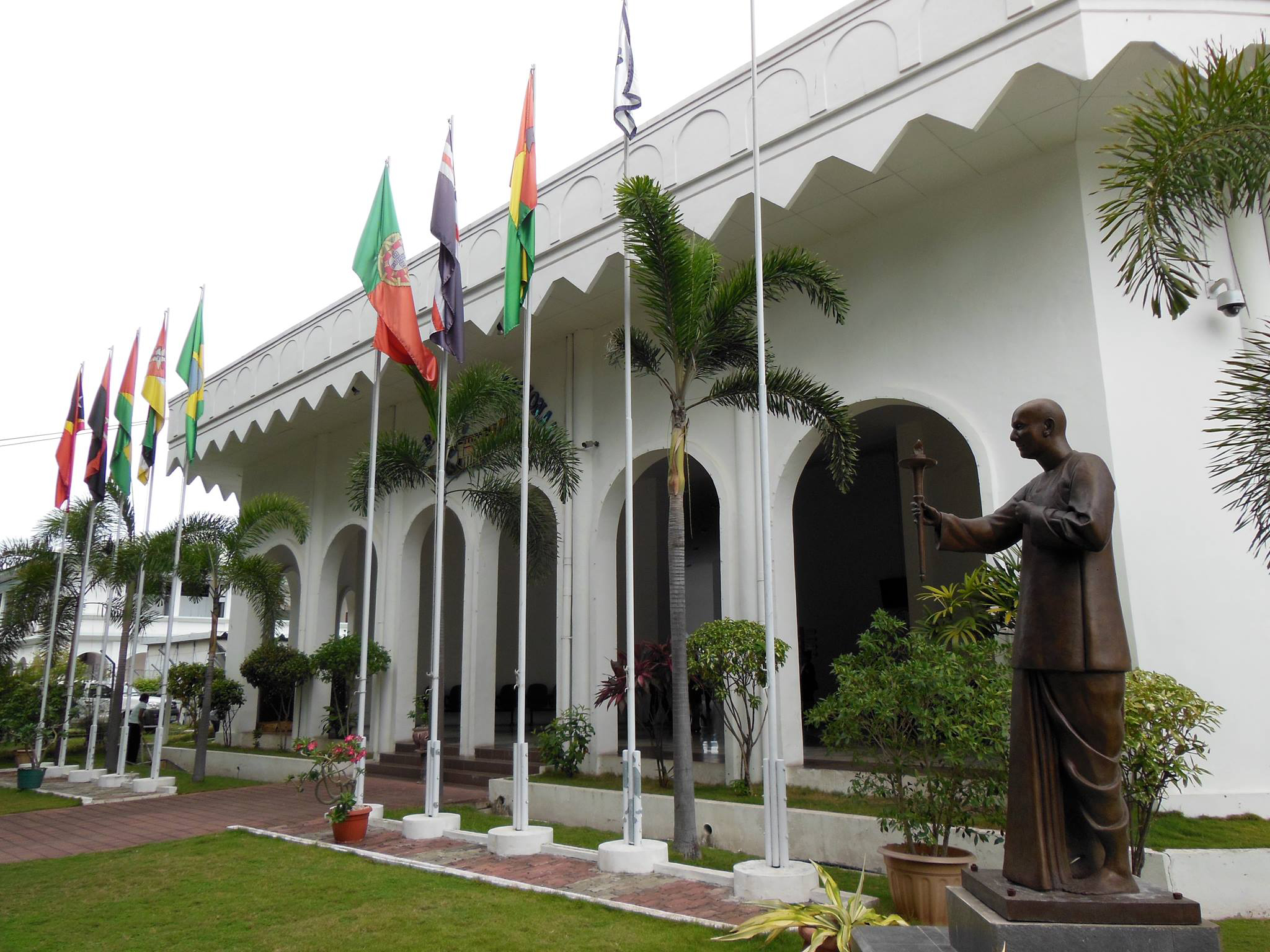
东帝汶国民议会大楼

国民议会（德顿语：Parlamentu Nasionál，葡萄牙语：Parlamento Nacional），东帝汶的国家立法机构，为一院制。国民议会成立于2001年，当时称作“制宪会议”，当时的东帝汶尚未获得独立地位；2002年，东帝汶独立后，改为现名。
国民议会共有65名议员。议员每届任期5年。

## 历任国民议会议长
- 弗朗西斯科·古铁雷斯 Francisco Guterres (2002年5月20日－2007年8月8日)
- 费尔南多·拉萨马·德·阿劳若 Fernando de Araújo (2007年8月8日－2012年7月30日)
- 维森特·达·席尔瓦·古铁雷斯 Vicente da Silva Guterres（2012年7月30日－2016年5月5日）
- 阿德利托·雨果·达科斯塔（2016年5月5日－2017年9月5日）
- 阿尼塞托·古特雷斯·洛佩斯（2017年9月5日－2018年6月13日）
- 阿朗·诺埃·德·热苏斯·达·科斯塔·阿马拉尔 Arao Noe de Jesus da Costa Amaral（2018年6月13日－2020年5月19日）
- 阿尼塞托·古特雷斯·洛佩斯（2020年5月19日至今）